# Кааба Зороастра
Кааба Зороастра (перс. کعبه زرتشت‎, «куб Заратуштры») — архитектурное сооружение ахеменидского периода в форме башни, расположенное в археологической зоне Накше-Рустам, датируемое V веком до н. э. Оригинальные название и назначение сооружения неизвестны. Вероятно, своё название оно получило в XIV веке, когда руины по всей Персии связывались с различными зороастрийскими и мусульманскими именами. Европейским исследователям здание известно с XVII века, когда его посетили и описали в своих путевых заметках Жан Шарден, Корнелис де Брюин и Энгельберт Кемпфер. Современное изучение памятника началось Эриком Ф. Шмидтом и было продолжено Дэвидом Стронаком, который сравнивал его с практически идентичной, хотя и гораздо хуже сохранившейся «тюрьмой Соломона» (Zendān-e Solaymān).

## Физические характеристики
Куб расположен в западной части Накше-Рустам и ориентирован на север. Здание квадратное в плане и сложено из блоков белого известняка, соединённых без раствора железными скобами. Длина стены 7,25 метра, высота 12,5 метров, а вместе с трёхступенчатым постаментом общая высота достигает 14 метров. Внутри расположена единственная комната со стороной 3,7 метра и высотой 5,7 метра, в которую ведёт дверь размером 1,90 на 1,70 метра. К ней ведёт лестница, верхняя часть кладки которой разрушена, зато нижняя хорошо сохранилась. Начиная с высоты трёх метров фасады украшены 15 рядами (16 на северной стене) мелких и узких прямоугольных выемок.
Дополнительно, на всех стенах, кроме северной, на высоте комнаты расположены три пары фальшивых окон. Оригинальные каменные двери не сохранились, однако сохранилась часть дверей «тюрьмы Соломона».

## Назначение
Исследователями выдвигались различные версии назначения здания — храм огня, архив или мавзолей. В 1983 году Хелен Сансизи Веерденбург выдвинула гипотезу, что оба строения были воздвигнуты в честь коронации Дария I. Существует также версия, что куб в сасанидский период использовался как усыпальница Шапура I и последующих членов династии, однако надписи Накше-Рустама не дают этому подтверждения.
Отсутствие следов дыма на стенах здания делает маловероятной гипотезу о том, что оно когда-то было храмом огня. Интерпретация одного из слов надписи KKZ позволило сделать предположение, что здесь мог располагаться архив, в котором хранился кодекс Авесты, однако последующие лингвистические исследования это предположение не подтвердили.
Большинство исследователей согласны с тем, что здесь находилась гробница ахеменидских царей и указывают на сходство с соответствующими сооружениями Урарту.

## Надписи
На здании высечены надписи, являющиеся важнейшими источниками для изучения истории государства Сасанидов III века — трёхъязычная надпись Шапура I и надпись зороастрийского священника Картира. Из надписи Шапура I видно, что он считал подвластными себе, в числе многих стран, все народы Закавказья.
Надпись от имени Шапура I на трёх языках (парфянском, греческом и персидском) высечена на четырёх стенах фундамента (или нижнего ряда кладки) здания.
В первой, большей части этой надписи перечисляются и описываются походы Шапура против Армении, Сирии, борьба с Римом, взятие в плен римского императора Валериана и др.; во второй части излагаются мероприятия Шапура культового и мемориального порядка. После пышной титулатуры Шапура идёт длинный перечень подвластных ему стран, и среди прочих — страны Закавказья: «Адурбадаган, Армения, Иберия, Махелония (Мингрелия), Арран, Балакасан, [страна вплоть до] Кап-коха [Кавказских гор] и Аланских [ворот] (Дарьяльское ущелье)».